# بهمن شاه
1. ↑  Sherwani 1946, Alauddin Hassan Shah Bahamani pp.69.
2. ↑  history of the decan. Mittal Publications. 1990. p. 15. This man was called Hasan. He was born in the year 1290 (A.D.) and was in very humble circumstances.
3. ↑  Briggs 1909, Death of Alauddin Hassan Shah Bahamani pp.
297.

علاء الدین حسن بهمن شاه (متوفی ۱۰ فوریه ۱۳۵۸) که نام اصلی او ظفرخان یا حسن گانگو بود، بنیان‌گذار سلطنت بهمنی است.

## اوایل زندگی

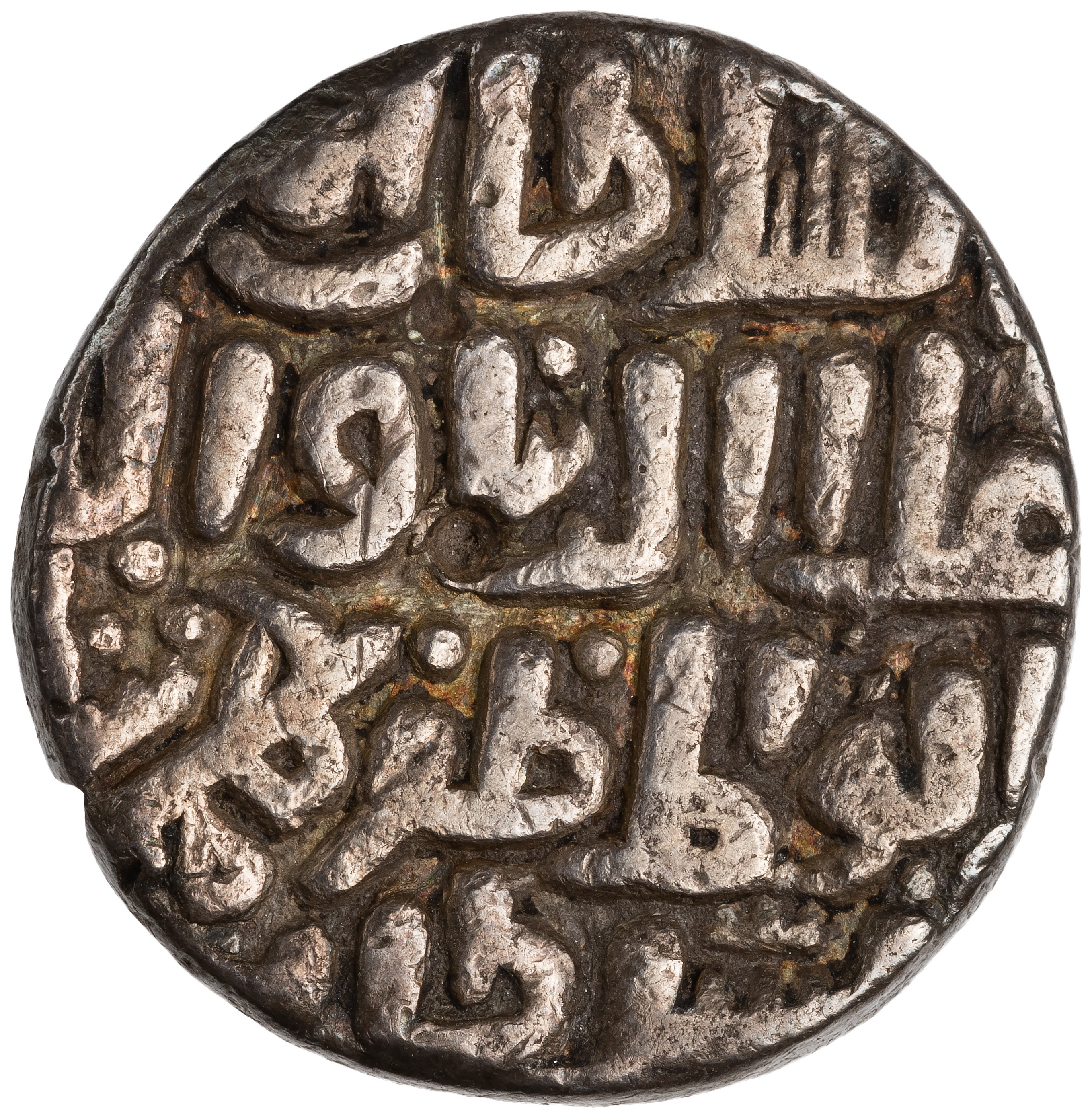
سکه ضرب شده مربوط به بهمن شاه

به گفته گوردون کر و آندره وینک، ظفرخان اصالتی افغانستانی داشت. محمدقاسم فرشته مورخ عصر گورکانی بیان می‌کند که منشأ ظفرخان بسیار مبهم است و قابل ردیابی نیست، اما او را اصالتاً از سرزمین افغانستان می‌داند، در حالی که هرمان بیان می‌کند که ظفرخان یک ترک یا یک افغانستانی با تبار نامشخص بود.  ریچارد ایتون نوادگان خانواده‌هایی را که به دکن مهاجرت کرده‌اند، با اصل و نسبی جزئی از ترک‌ها به‌عنوان مهاجران شمال هند معرفی می‌کند که به زبان هندی یا اردو صحبت می‌کردند.
هیچ چیز را نمی‌توان به‌طور قطعی در تاریخ اولیه حسن گانگو، بنیانگذار این دودمان، به دلیل نامعلوم بودن پیشینه او ردیابی کرد، جز اینکه او دارای منشأیی فروتن بود. مورخان هیچ تأییدی برای این افسانه نیافته‌اند،  اما ضیاءالدین برنی، معاصر حسن گانگو به عنوان وقایع نگار دربار سلطان فیروز شاه، و نیز برخی دیگر از محققان، نام گانگو را برای او تأیید کرده‌اند که نام هندوی او است. علاوه بر این، افسانه ای در مورد او وجود دارد که توسط شاعر قرن هفدهم محمدقاسم فرشته نقل شده‌است، که می‌گوید او خدمتگزار یک منجم برهمینی به نام گانگو دهلی بوده و خود او را حسن گانگو می‌نامیدند. مورخان هیچ تأییدی برای این افسانه نیافته‌اند، اما برنی همچنین این واقعیت را تأیید می‌کند که نام اصلی علاءالدین حسن گانگو بوده‌است. فرشته می‌گوید که شاعران بعدی «که می‌خواستند از او چاپلوسی کنند» او را حسن گانگو از نوادگان بهمن نامیده‌اند، اما آن را غلط می‌دانند. این احتمال وجود دارد که بهمن شکل فارسی شده برهمن باشد و ممکن است که او به عنوان یک هندو به دنیا آمده باشد.
در سال ۱۳۳۹ ظفرخان در قیام علیه تغلق‌ها شرکت کرد. این شورش ناموفق بود. او و یارانش در همان سال به افغانستان تبعید شدند. سپس او موفق به بازگشت به دکن شد و در سال ۱۳۴۶ در محاصره گلبرگه که در آن زمان تحت کنترل تغلق‌ها بود شرکت کرد. که محاصره‌ای موفقیت‌آمیز بود. سپس او را فرماندار گلبرگه کردند. ظفرخان در جریان شورش اسماعیل مخ به قدرت رسید و در سال ۱۳۴۷ به فرماندهی لشکری در دولت‌آباد منصوب شد. در ۳ اوت ۱۳۴۷، ناصرالدین اسماعیل شاه، که یک نجیب‌زاده افغانستانی بود، معروف به اسماعیل مخ، (که امیر شورشی دکن در سال ۱۳۴۵ او را بر تخت دولت‌آباد نشاند) به نفع ظفرخان کناره‌گیری کرد و در نتیجه حکومت ظفرخان و سلطان‌نشین بهمنی با مرکزیت آن در حسن‌آباد (گلبرگه) تأسیس شد. او سرپرستی سه شهر جهانگیر را بر عهده داشت که حکومت اصلی او در معراج بود.

## دوران حکومت
ظفرخان با تأسیس پادشاهی مستقل لقب ابوالمظفر علاءالدین بهمن شاه را برای خود برگزید.  او در نزدیکی جامخندی به اسماعیل مُخ یک جاگیر داد و بعداً به وی بالاترین عنوان پادشاهی خود، امیرالامرا را کرد. نارایانا، رئیس محلی هندو، موفق شد اسماعیل را برای مدت کوتاهی پیش از این‌که اسماعیل را مسموم کند، علیه بهمن شاه برانگیزد. 
بهمن شاه اولین لشکرکشی خود را علیه وارنگال در سال ۱۳۵۰ رهبری کرد و حاکم آن کاپایا نایاکا را مجبور کرد که قلعه کائولاس را به او واگذار کند. پادشاهی او از چهار استان تشکیل می‌شد و برای هر استان یک فرماندار تعیین کرد.  حسن در طول سلطنت خود با امپراتوری ویجایاناگارا جنگ‌های زیادی کرد. در زمان مرگ او، پادشاهی از شمال به جنوب از رودخانه وین‌گنگا تا کریشنا و از شرق به غرب از بوواناگیر تا دولت‌آباد امتداد داشت.
پس از مرگش در سال ۱۳۵۸ پسرش محمدشاه یکم جانشین وی شد